# Station Mölln (Lauenburg)
Station Mölln (Lauenburg) is een spoorwegstation in de Duitse plaats Mölln. Het station werd in 1851 geopend.

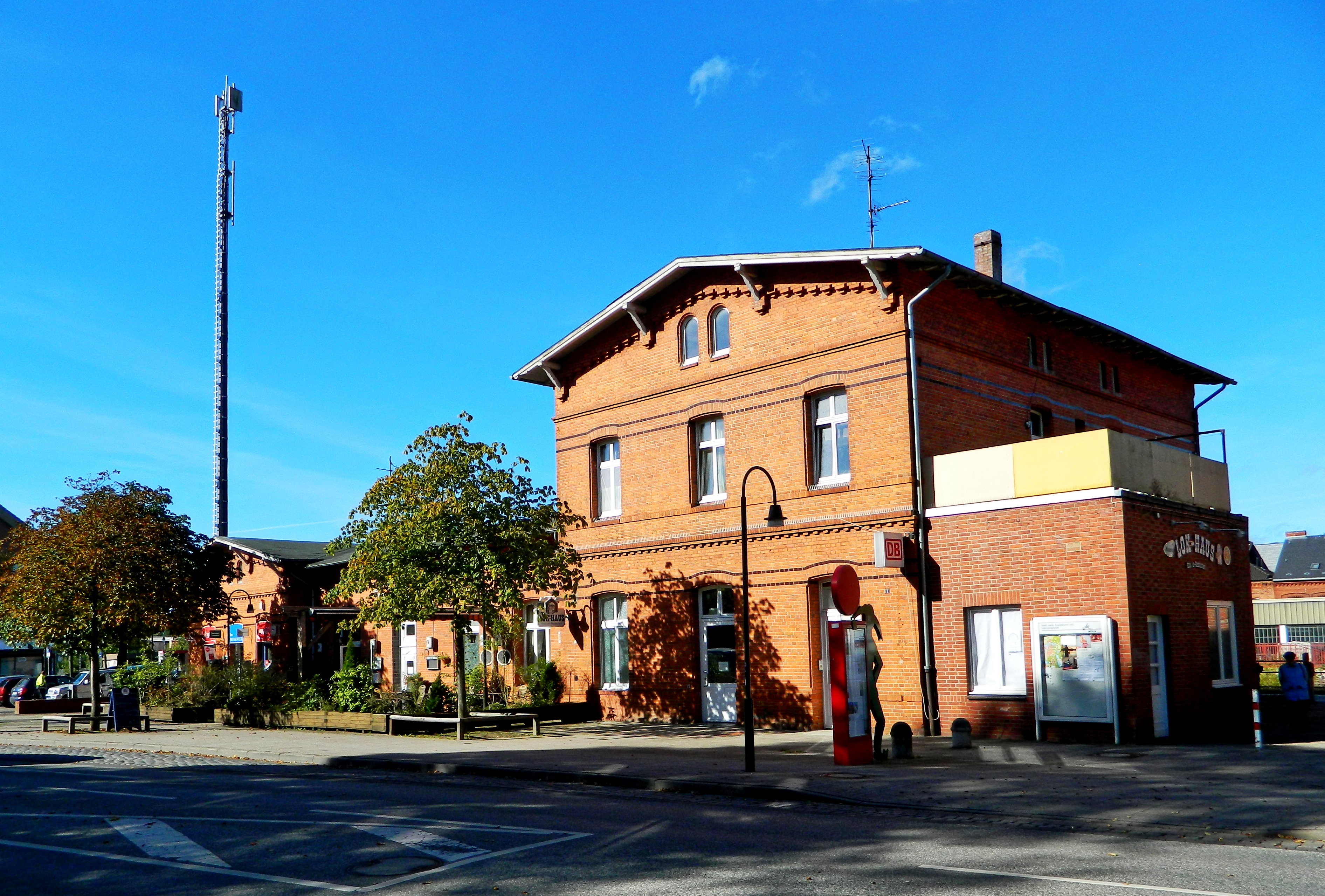
Het stationsgebouw

0,0: Lübeck Hbf ·
4,4: Lübeck Hochschulstadtteil ·
7,4: Lübeck-Flughafen ·
7,7: Blankensee ·
13,6: Pogeez ·
20,0: Ratzeburg ·
29,2: Mölln (Lauenburg) ·
39,4: Güster ·
41,4: Roseburg ·
47,6: Büchen